# El Salado, Tecamachalco
El Salado är en ort i Mexiko.   Den ligger i kommunen Tecamachalco och delstaten Puebla, i den sydöstra delen av landet, 160 km öster om huvudstaden Mexico City. El Salado ligger 2 132 meter över havet och antalet invånare är 312.
Terrängen runt El Salado är kuperad åt sydost, men åt nordväst är den platt. Terrängen runt El Salado sluttar västerut. Runt El Salado är det tätbefolkat, med 383 invånare per kvadratkilometer. Närmaste större samhälle är Tecamachalco, 6,1 km väster om El Salado. Trakten runt El Salado består till största delen av jordbruksmark.